# Церква Святого Духа (Мюнхен)
48°08′11″ пн. ш. 11°34′38″ сх. д. / 48.136269° пн. ш. 11.577336° сх. д.
Церква Святого Духа (нім. Pfarrkirche Heilig Geist) — римо-католицька парафіяльна церква в історичному центрі міста Мюнхен (федеральна земля Баварія), на вулиці Прелат-Міллер-Вег (Prälat-Miller-Weg); була заснована в 1208 році як каплиця при лікарні — є однією з найстаріших церковних споруд міста, що збереглися.

## Історія та опис
Імовірно, в 1208 році герцог Баварії Людвіг I Кельгеймський заснував лікарню, яка розташовувалась безпосередньо за старим міським муром — перед Тальбурзькою брамою (Talburgtor). До цього шпиталю належала і романська каплиця, присвячена Святій Катерині Александрійській. Каплиця, ймовірно, була збудована, одночасно із заснуванням шпиталю. Вперше храм згадується в листі папи римського Інокентія IV від 1250 як «ecclesia sancti spiritus de Monacho», тобто «мюнхенська церква Святого Духа» — ймовірно, за назвою лікарні.
У 1271 році храм отримав власну парафію — третю парафію в місті. Міська пожежа 1327 року (Stadtbrand von München) знищила як лікарню, так і каплицю Святої Катерини. Нова готична будівля церкви була завершена архітектором (майстром-будівельником) Габріелем Рідлером у 1392 році. У 1724—1730 роках Йоганн Георг Еттенхофер та брати Асам перебудували церкву Святого Духа у стилі бароко. У 1729 була побудована і вежа -дзвіниця біля хору зі східного боку.
Після секуляризації в Баварії, в 1806 році, лікарню знесли, щоб звільнити місце на ринку Віктуалієнмаркт. У 1885—1888 роках архітектор Фрідріх Левель отримав замовлення на розширення церкви, яка зайняла частину колишньої будівлі лікарні. На проект нового західного фасаду у стилі необароко помітно вплинули роботи архітектора Джованні Антоніо Віскарді. У 1907—1908 роках було проведено повну реконструкцію церковної будівлі, під час якої було добудовано новий південний притвор.
Під час Другої світової війни, у 1944—1945 роках Церква Святого Духа була зруйнована повітряними нальотами — збереглися лише зовнішні стіни. Реконструкція почалася в 1946 році: головний вівтар, створений з мармуру в 1728—1730 роках за проектом Ніколауса Готфріда Штубера, був заново освячений у 1955 році.